# Simpsons paradox

En animering av Simpsons paradox där datapunkterna antingen analyseras tillsammans eller gruppvis. När datapunkterna analyseras tillsammans är sambandet negativt och visar en avtagande trend. Men när datapunkterna analyseras gruppvis är sambandet i stället positivt och visar en ökande trend.

Inom sannolikhet och statistik innebär Simpsons paradox att grupper kan ha en viss tendens, men tendensen är omvänd när grupperna sätts ihop.